# ヒュー・ダウディング
初代ダウディング男爵ヒュー・キャズウェル・トレメンヒーア・ダウディング（Hugh Caswall Tremenheere Dowding, 1st Baron Dowding,GCB GCVO CMG, 1882年4月24日 - 1970年2月15日）は、イギリス空軍の軍人。最終階級は空軍大将。
バス勲章ナイト・グランド・クロス受勲者、ロイヤル・ヴィクトリア勲章ナイト・グランド・クロス受勲者、聖マイケル・聖ジョージ勲章コンパニオン受勲者。
第二次世界大戦ではバトル・オブ・ブリテンにてイギリス空軍戦闘機軍団を指揮し、イギリス本土の先進的な防空体制を構築し、継戦能力維持を重視した粘り強い戦略を徹底させることでドイツ空軍を疲弊させ、その侵攻作戦を頓挫させた。

## 生い立ち
ヒュー・ダウディングは1882年にスコットランド南部の街モファットにて生まれ育ち、初等教育を父アーサー・ダウディングがその創設に携わった聖ニニアン・プレパラトリースクール（パブリックスクールに進学準備を見越した富裕層向けの私立小学校）で受けた。ダウディングはコーンウォール系で、祖父のチャールズ・ウィリアム・トレメンヒーア・ダウディングは中将であった。ダウディングはイングランドへ引っ越し、ウィンチェスター・カレッジで学び王立陸軍士官学校へと入った。卒業後は陸軍の要塞砲兵隊として海外任務についた。

## 軍歴
その初期においてジブラルタル、セイロン、香港、インドなど海外植民地の防衛にあたった。ブリテン島に帰還した後は1912年1月より幕僚養成学校に翌年の1913年にワイト島の沿岸砲兵として配属されるまで出席した。航空機に興味をもつようになった彼は1913年12月19日にブルックランズのヴィッカーズ飛行教習所で飛行士免許を取得した。その後イギリス軍の中央飛行学校に入り、そこでAircrew brevetを受け取った。イギリス陸軍航空隊の予備リストに入ったにもかかわらずワイト島に戻り、要塞砲兵の任務に戻ったが、この配属は短く1914年の8月には陸軍航空隊に第七飛行隊のパイロットとして所属した。

### 第一次世界大戦
ダウディングは1915年に第16飛行隊の指揮官に昇格され、フランスに送られた。ソンムの戦いの後にダウディングは陸軍航空隊の指揮官であったヒュー・トレンチャード大将と無休息の任務で疲弊したパイロットに休息を与えるべきかの問題で対立した。その結果ダウディングは本土に送り返されたが、准将(Brigadier)に昇格し以後は作戦任務に従事することはなかった。

### 大戦間期
創設されたばかりのイギリス空軍へ参加した彼は訓練・補給・発展・研究部門での経験を得ることができた。1924年8月19日にはイラク航空軍団の参謀長になった。1929年には空軍中将に昇進し翌年空軍評議会（英語版）に参加した。この大戦間期に二年間付き添った妻が病で死別するという悲劇に見舞われている。ダウディングは仕事に没頭していたため、息子デリクは一人残されることになった。1933年、ダウディングは空軍大将に昇進し爵位を得た。
第二次大戦の前、ダウディングはイギリス空軍戦闘機軍団の司令官になりイギリスでの（あるいは世界でも）重要な人物の一人となった。ダウディングは当時の英国首相スタンリー・ボールドウィンの「爆撃機はいつだろうと（防空網を）突破する,The bomber will always get through」との発言に反対していた。ダウディングは「ダウディング・システム」の構築を発案・構築した。これはレーダー(ダウディングは電探の可能性に注目した最初期の人物である),まだ性能に不備が大きかった当時のレーダーを補う目視観測(イギリス観測軍団（英語版）など)、敵航空機の襲撃経路プロッティング、無線による迎撃航空機の誘導などを組み合わせたものである。これらのネットワークは爆撃から十分防護された専用の電話回線網によって密接に接続された。これらの頂点としてダウディングとその司令部がロンドン郊外のカントリーハウスを改装したRAF Bentley Priory（ベントリー修道院）に設置された。このシステムは後にGround-controlled interception(地上要撃管制)として知られるようになる。
ダウディングはまた大戦間期においてスピットファイアやハリケーンなど新型の航空機が配備されるよう尽力した。また戦闘機の風防の防弾性能強化を航空省との論争で勝ち取った功績も認められている。1937年には空軍大将に昇進した。

### バトル・オブ・ブリテン
1939年の6月に退役を考えていたが国際情勢の緊迫化により40年の3月までは留任してくれと頼まれた。これを不承不承ながら了承し当初は40年の6月まで、最終的に10月まで留任した。このように彼は退役直前にバトル・オブ・ブリテンを戦うこととなった。
1940年にダウディングはフランスでの戦いにおいて自国の航空機やパイロットを提供し犠牲にすることを拒んだことから部下たちからスタッフィ（stuffy, 堅物）とあだ名されるようになった。連合軍のフランスにおける防衛線が崩壊したとき第11戦闘機群司令官のキース・パーク中将と密接に協力しイギリス海外派遣軍のダンケルク撤退の支援を編成した。
夏が過ぎ去り40年の秋からのバトル・オブ・ブリテンでダウディングの戦闘機軍団はドイツ空軍の攻撃を迎撃した。彼の貢献は舞台裏での航空機やパイロット等の資源管理や、下級指揮官に戦闘に関する広くフリーハンドを持たせつつも重要な航空予備兵力の維持を行うなど、彼の構築した統合防空システムの重要性をも超えて行われた。ダウディングは本土防空体制に付け入る隙を与えないように小数部隊の輪番制を徹底して行わせつつも大部隊による決戦を回避させる事で空軍戦力の決定的崩壊を回避させる事に成功したが、イングランド南部の戦域にその戦力の半分以上を一挙投入させなかった上、敵爆撃隊の侵攻に対しても都市よりも基地の防空を優先させる方針を徹底させた為、数的に不利な防空作戦を強いられる一方で故郷の町の防空を禁じられた傘下の将兵たちの怒りと反発を招く結果となり、同じ空軍戦闘司令部第12戦闘機群司令官であり、ビックウィングの提唱者だったトラフォード・リー＝マロリーと対立し、後日失脚させられる遠因となった。
ダウディングはその謙虚で誠実な人柄でも知られている。戦闘機軍団のパイロットたちはダウディングは心から部下に気を配り関心を持ってくれていると評価していた。ダウディングは "dear fighter boys"（親愛なる戦闘機乗り）たちをいつも"chicks"(雛)と呼んでいた。その中にはもちろん第74飛行小隊にパイロットとして勤務していた彼の息子デレックも含まれていた。
彼が行ったドイツ空軍からのイギリス本土防空への入念な準備と徹底した合理性と打算に基づく部隊運用や資源管理によって、空軍の継戦状態を維持し続けた功績は戦後、ドイツ側の作戦意図を詳細に検証できるようになった後に認められ、今日においてダウディングはバトル・オブ・ブリテンを英国の勝利に導いた最大の功労者であると評価されている。

### 戦闘機軍団司令官からの解任
ダウディングは1940年11月に航空大臣アーチボル・シンクレア（のち初代サーソー子爵）から戦闘機軍団司令官からの更迭を告げられた。
戦闘機軍団司令官を解任されたのち、チャーチル首相やビーヴァーブルック航空機生産大臣の要請を受けて、アメリカ製航空機及びエンジンの生産・購入をめぐる対米交渉の任務を引き受けた。この任務は外交や商才といった能力が求められ、ダウディングは成果を挙げられぬまま帰国している。1942年に退役、翌年にダウディング男爵に叙せられた。

## 栄典

### 爵位
- 初代ダウディング男爵（連合王国貴族）（1943年[11][12]）

### 勲章
- バス勲章（GCB）[11]
- ロイヤル・ヴィクトリア勲章（GCVO）[11]
- 聖マイケル・聖ジョージ勲章（CMG）[11]